# Блазны
Блазны — деревня в Грязовецком районе Вологодской области России. Находится на берегу реки Еда.
Входит в состав Перцевского муниципального образования (с 1 января 2006 года по 9 апреля 2009 года входила во Фроловское муниципальное образование), с точки зрения административно-территориального деления — во Фроловский сельсовет.
Расстояние до районного центра Грязовца по автодороге — 36 км, до центра муниципального образования Слободы по прямой — 19 км. Ближайшие населённые пункты — Семенково, Малое Займище, Кошкино.
По переписи 2002 года население — 18 человек.